# Dominique Walter
Dominique Walter, artiestennaam van Dominique Gruère (Parijs, 22 mei 1942 – 26 augustus 2013), was een Frans zanger.

## Biografie
Walter is de zoon van Michèle Arnaud, die Luxemburg vertegenwoordigde op het allereerste Eurovisiesongfestival, in 1956. Hij startte zijn muzikale carrière in 1965, en werd een jaar later intern gekozen om Frankrijk te vertegenwoordigen op het Eurovisiesongfestival 1966, dat gehouden werd in de Luxemburgse hoofdstad Luxemburg. Met het nummer Chez nous eindigde hij daar op de zestiende plaats, met amper één punt, afkomstig uit Monaco. Het is nog steeds het laagste puntenaantal dat een Franse act ooit kreeg op het Eurovisiesongfestival.
Nadien schreef Serge Gainsbourg, een vriend van zijn moeder, enkele nummer voor hem, die hem geen succes opleverden. Ook een samenwerking met Michel Polnareff bleef onder de verwachtingen. In 1972 zegde hij de muziekbusiness definitief vaarwel.
1956: Mathé Altéry + Dany Dauberson · 
1957: Paule Desjardins · 
1958: André Claveau · 
1959: Jean Philippe · 
1960: Jacqueline Boyer · 
1961: Jean-Paul Mauric · 
1962: Isabelle Aubret · 
1963: Alain Barrière · 
1964: Rachel · 
1965: Guy Mardel · 
1966: Dominique Walter · 
1967: Noëlle Cordier · 
1968: Isabelle Aubret · 
1969: Frida Boccara · 
1970: Guy Bonnet · 
1971: Serge Lama · 
1972: Betty Mars · 
1973: Martine Clémenceau · 
1975: Nicole Rieu · 
1976: Catherine Ferry · 
1977: Marie Myriam · 
1978: Joël Prévost · 
1979: Anne-Marie David · 
1980: Profil · 
1981: Jean Gabilou · 
1983: Guy Bonnet · 
1984: Annick Thoumazeau · 
1985: Roger Bens · 
1986: Cocktail Chic · 
1987: Christine Minier · 
1988: Gérard Lenorman · 
1989: Nathalie Pâque · 
1990: Joëlle Ursull · 
1991: Amina · 
1992: Kali · 
1993: Patrick Fiori · 
1994: Nina Morato · 
1995: Nathalie Santamaria · 
1996: Dan Ar Braz & Héritage des Celtes · 
1997: Fanny · 
1998: Marie Line · 
1999: Nayah · 
2000: Sofia Mestari · 
2001: Natasha Saint-Pier · 
2002: Sandrine François · 
2003: Louisa Baïleche · 
2004: Jonatan Cerrada · 
2005: Ortal · 
2006: Virginie Pouchain · 
2007: Les Fatals Picards · 
2008: Sébastien Tellier · 
2009: Patricia Kaas · 
2010: Jessy Matador · 
2011: Amaury Vassili · 
2012: Anggun · 
2013: Amandine Bourgeois · 
2014: Twin Twin · 
2015: Lisa Angell · 
2016: Amir · 
2017: Alma · 
2018: Madame Monsieur · 
2019: Bilal Hassani · 
2021: Barbara Pravi · 
2022: Alvan & Ahez · 
2023: La Zarra · 
2024: Slimane · 
2025: Louane
- Bibliothèque nationale de France: cb14237678z (data)
- International Standard Name Identifier: 0000 0000 0308 7480
- MusicBrainz: 09bcde35-8f0c-4e08-b4a3-e184508dfe2b
- Virtual International Authority File: 24813361